# RL10
RL10 är en amerikansk raketmotor driven av flytande väte och flytande syre. Den byggs av Aerojet Rocketdyne och används i raketers slutsteg. 
RL10 började utvecklas i början av 1950-talet av  Marshall Space Flight Center och Pratt & Whitney. Första testkörningen av motorn skedde i Pratt & Whitneys testanläggning i West Palm Beach, Florida, år 1959. Första framgångsrika flygningen skedde 27 november 1963. Två motorer användes under den flygningen för att driva Centaursteget i en Atlasraket.
Under de 60 år motorn har använts har 15 modeller tagits fram. Den senaste modellen togs fram till den amerikanska superlyftraketen SLS som ska användas i Artemisprogrammet.
Det pågår även utveckling av en 3D-printad version av motorn, RL10C-X. Den ska sänka kostnaden per motor och, eftersom den består av färre delar, vara mer driftsäker.